# Sant Ramon
Sant Ramon – gmina w Hiszpanii, w prowincji Lleida, w Katalonii, o powierzchni 18,76 km². W 2011 roku gmina liczyła 541 mieszkańców.
Nazwa odnosi się do Świętego Rajmunda Nonnata, ponieważ urodził się w Portell.